# Michelle Shocked
Michelle Shocked (født Karen Michelle Johnston) er en amerikansk singer-songwriter født 24. februar 1962 i Dallas, Texas, USA. Hun fik sit gennembrud og sine største successer i slutningen af 1980'erne.

## Diskografi (udvalgt)
- The Texas Campfire Tapes (1986)
- Short Sharp Shocked (1988)
- Captain Swing (1989)
- Arkansas Traveller (1992)
- Kind Hearted Woman (1994, udgivet 1996)
- Artists Make Lousy Slaves (med Fiachna O'Braonain, 1996)
- Good News (1998)
- Dub Natural (2001) (kun solgt ved koncerter, senere udgivet som bonus-cd til "Deep Natural")
- Deep Natural (2001)
- Don't Ask Don't Tell (2005)
- Got No Strings (2005)
- Mexican Standoff (2005)

## Ekstern henvisning
- Officiel hjemmeside